# Николаевск-на-Амуре
Никола́евск-на-Аму́ре (до 1926 — Никола́евск) — город (с 1856 года) в России, административный центр Николаевского района Хабаровского края. Порт на реке Амур, аэропорт.
Население — 17 471 чел. (2025).
Образует городское поселение Город Николаевск-на-Амуре.

## История
В 1689 году между империей Цин и Московским царством был заключен Нерчинский договор, который определял границу между государствами. По договору приграничные территории реки Амур являлись частью империи Цин.
В XIX веке Китай был ослаблен непрекращающимися опиумными войнами против вторгнувшихся европейских держав, эти обстоятельства уменьшали контроль за далёкими владениями. На фоне этого, 1 (13) августа 1850 года, российским мореплавателем капитаном I ранга Геннадием Ивановичем Невельским в ходе Амурской экспедиции 1849—1855 годов в устье Амура, на территории сопредельного государства, было основано военно-административное поселение Николаевский пост. Первое население поста состояло из шести человек. Первым строением в будущем городе стала якутская изба-ураса. Однако закладка русского военного поста на этой территории первоначально не была поддержана Амурским комитетом российского правительства. Но впоследствии действия Невельского одобрил сам император Николай I.
14 ноября 1856 года на месте Николаевского поста был основан город Николаевск. Среди основателей были эвакуированные после Петропавловской обороны жители уничтоженного Петропавловска.
В Восточно-Сибирской губернии создана Приморская область со столицей в Николаевске. К тому времени Николаевск стал крупнейшим портом Дальнего Востока России.
24 февраля 1858 года Николаевск становится областным городом. На тот год в городе находилось до 200 зданий и проживало 1757 человек. Появляется завод по ремонту и сборке кораблей. Также были открыты краеведческий музей, библиотека, морское училище. По Амуру начинают ходить пароходы с коммерческими рейсами, в город также приходят торговые корабли из-за рубежа.
В 1870 году из Николаевска во Владивосток переносится главный порт на российском Дальнем Востоке, после чего в Николаевске начинается упадок. 28 апреля 1880 года столица Приморской области переезжает из Николаевска южнее, в Хабаровку.
В 1855—1875 годах в городе функционировало штурманское училище.
На конец 80-х годов XIX века приходится открытие золотых месторождений. Город постепенно становится центром дальневосточных золотодобытчиков. Появляются золотосплавочная лаборатория, а также конторы Охотской и Амурско-Орельской золотопромышленных компаний.
В 1890 году в Николаевске останавливается Антон Павлович Чехов, следующий проездом на Сахалин. В первой главе книги «Остров Сахалин» писатель отмечает мрачную атмосферу преуспевавшего некогда города. К 1895 году численность населения города сократилось до 1000 человек.
Добыча золота постепенно привлекает переселенцев, и к 1897 году численность населения достигает 5668 человек.
В 1896—1899 годах в Николаевске начинается подъём рыбной промышленности. Возрождается кораблестроение, также создаются предприятия по изготовлению бочкотары, лесопереработке и т. п. Город становится вторым по значимости дальневосточным портом.
К 1913 году число жителей города достигает 14,4 тысяч человек. В городе 2136 зданий, заново создана сеть ремесленных училищ и школ. Вскоре Николаевск в очередной раз становится областным городом — на этот раз центром Сахалинской области. В 1914 году Удский уезд, центром которого являлся Николаевск-на-Амуре, был передан из состава Приморской области в состав Сахалинской области Российской империи. К революции 1917 года численность населения города достигает 15 тысяч человек.
В 1918 году начинается японская интервенция, так как Николаевск является центром золотодобычи всего Дальнего Востока России. В городе помимо японского гарнизона действовала также колчаковская администрация и был гарнизон крепости Чныррах, прикрывавший Николаевск от нападения с моря. В конце 1919 — начале 1920 годов основная часть Сахалинской области была освобождена партизанским соединением под командованием Якова Ивановича Тряпицына. В конце февраля 1920 года, после перехода гарнизона крепости Чныррах на сторону партизан, город был также сдан.
В результате внезапного нападения японского гарнизона на советские войска в ночь с 11 на 12 марта была сожжена значительная часть Николаевска. Бои завершились победой советских войск. В конце мая 1920 года население было эвакуировано в район села Керби и ближайшие сёла. В результате нового наступления японских интервентов город Николаевск и крепость Чннырах была уничтожены, в соответствии с тактикой выжженной земли. Японские военнопленные и комбатанты, захваченные в ходе военного столкновения 12 — 14 марта 1920 года, были расстреляны (см. Николаевский инцидент).
В 1920—1922 годах Николаевск находится в составе Дальневосточной Республики и является столицей Сахалинской области.
В 1922 году город освобождён от японских интервентов, установлена советская власть. Николаевск назначен центром Николаевского уезда Приморской губернии Дальневосточной области.
15 марта 1926 года утверждено новое название города — «Николаевск-на-Амуре». В связи с упразднением деления Дальневосточной области на губернии, он становится центром Николаевского округа Дальневосточного края. В округ входили 7 районов: Больше-Михайловский, Кербинский, Нижне-Тамбовский, Николаевский, Ольский, Охотский и Тугур-Чумуканский. Являлся так же одновременно и центром Николаевского района.
При советской власти в городе активно развивается рыбная промышленность. В 1920-х годах в районе осуществляется треть всей дальневосточной рыбодобычи. В 1934 году город назначен центром Нижне-Амурской области.
В 1941 году на фронта Великой Отечественной войны отправляются тысячи жителей Николаевска. В 1942 году запускаются действующие судоремонтный завод и судоверфь.
Одним из райцентров Хабаровского края город становится в 1956 году, после упразднения Нижнеамурской области. В 1960 году был открыт судостроительный завод.
В 1985 год начинает работу Нижнеамурский горно-обогатительный комбинат.
В 1998 году по заказу японской фирмы на судостроительном заводе создано научно-исследовательское судно НИС-4. В 2007 году долги завода по зарплате перед рабочими составили 13 млн рублей.
- Герб 1912
- Герб 1970-е
- Герб 1999
- Герб 2002

## Физико-географическая характеристика

### Географическое положение
Город расположен в Хабаровском крае, на левом берегу Амура на небольшой возвышенности вблизи его устья.
Находится на расстоянии 582 километров к северо-востоку от Комсомольска-на-Амуре и в 977 километрах к северо-востоку от Хабаровска.

### Климат
Город Николаевск-на-Амуре приравнен к районам Крайнего Севера.
- Среднегодовая температура: −1,8 °C
- Среднегодовая скорость ветра: 3,5 м/с
- Среднегодовая влажность воздуха: 78 %

| Показатель                    | Янв.  | Фев.  | Март  | Апр.  | Май   | Июнь | Июль | Авг. | Сен. | Окт.  | Нояб. | Дек.  | Год   |
| ----------------------------- | ----- | ----- | ----- | ----- | ----- | ---- | ---- | ---- | ---- | ----- | ----- | ----- | ----- |
| Абсолютный максимум, °C       | 0,3   | 5,7   | 12,6  | 19,6  | 30,2  | 34,3 | 34,1 | 35,3 | 28,9 | 22,5  | 11,4  | 2,8   | 35,3  |
| Средний суточный максимум, °C | −17,5 | −13,7 | −5,6  | 2,9   | 10,5  | 19,0 | 21,7 | 21,5 | 16,2 | 6,6   | −6,1  | −15,5 | 3,3   |
| Средняя температура, °C       | −21,8 | −19   | −11,6 | −2,1  | 5,0   | 13,1 | 16,5 | 16,0 | 10,6 | 2,0   | −10,4 | −19,4 | −1,8  |
| Средний суточный минимум, °C  | −25,6 | −23,4 | −16,9 | −6,4  | 0,9   | 8,0  | 12,2 | 11,8 | 6,2  | −1,6  | −13,9 | −22,9 | −6    |
| Абсолютный минимум, °C        | −47,2 | −45,9 | −37,6 | −28,8 | −11,9 | −3,8 | 1,3  | 0,6  | −6   | −25,1 | −34   | −44,2 | −47,2 |
| Норма осадков, мм             | 42    | 29    | 33    | 31    | 53    | 50   | 60   | 83   | 82   | 89    | 60    | 48    | 660   |
| Источник: Погода и климат     |       |       |       |       |       |      |      |      |      |       |       |       |       |

## Население
| 1854    | 1855    | 1856    | 1857    | 1858    | 1859    | 1860    | 1861    | 1865    | 1869    | 1873    |
| ------- | ------- | ------- | ------- | ------- | ------- | ------- | ------- | ------- | ------- | ------- |
| 150     | ↗820    | ↗1050   | ↗1500   | ↗1717   | ↘1707   | ↗5000   | ↗5557   | ↗6017   | ↘5396   | ↘3300   |
| 1891    | 1895    | 1896    | 1897    | 1899    | 1906    | 1907    | 1908    | 1909    | 1910    | 1911    |
| ↘1844   | ↘1000   | ↗2086   | ↗5684   | ↘5322   | ↗10 116 | ↗12 964 | ↘12 700 | ↘11 915 | ↗16 440 | ↘12 516 |
| 1912    | 1913    | 1914    | 1922    | 1923    | 1926    | 1928    | 1929    | 1930    | 1931    | 1933    |
| →12 516 | ↗14 400 | ↗15 443 | ↘1000   | ↗5128   | ↗7356   | ↗7600   | ↗9200   | ↗9500   | ↗12 000 | ↗16 500 |
| 1939    | 1959    | 1967    | 1970    | 1979    | 1989    | 1992    | 1996    | 1998    | 2000    | 2001    |
| ↗17 314 | ↗30 923 | ↗32 000 | ↘30 082 | ↗33 529 | ↗36 296 | ↗36 500 | ↘34 900 | ↘33 100 | ↘31 400 | ↘30 800 |
| 2002    | 2003    | 2005    | 2006    | 2007    | 2008    | 2009    | 2010    | 2011    | 2012    | 2013    |
| ↘28 492 | ↗28 500 | ↘27 200 | ↘26 600 | ↘26 000 | ↘25 400 | ↘24 953 | ↘22 752 | ↘22 614 | ↘21 943 | ↘21 398 |
| 2014    | 2015    | 2016    | 2017    | 2018    | 2020    | 2021    | 2023    | 2024    | 2025    |         |
| ↘20 774 | ↘20 274 | ↘19 634 | ↘19 135 | ↘18 636 | ↘17 939 | ↗18 631 | ↘17 983 | ↘17 815 | ↘17 471 |         |

На 1 января 2025 года по численности населения город находился на 714-м месте из 1124 городов Российской Федерации.

## Экономика

### Промышленность
Основными отраслями хозяйства города и района являются:
- Николаевский-на-Амуре морской торговый порт
- добыча цветных металлов;
- добыча драгоценных металлов;
- энергетика;
- заготовка и переработка древесины;
- добыча и переработка рыбы;
- перевозки: морские, речные, авиационные — Николаевск-на-Амуре (аэропорт).
- Источник электроэнергии — Николаевская ТЭЦ.
- ООО «Николаевский хлебокомбинат»
- ООО «АТП» Николаевск-На-Амуре
- ПАО «Ростелеком»

### Банки
В городе действуют банки такие как:
- МТС Банк ул. Ленина, 3
- РГС банк ул. Советская, 126
- Сбербанк ул. Кантера, 29
- Совкомбанк ул. Советская, 76

### Транспорт
- Авиационный — местный аэропорт примыкает к городу с запада.
- Морской и речной (в тёплое время года).
- Автодорога с частично асфальтированным, а, в основном, — грунтово-щебёночным покрытием Комсомольск-на-Амуре — Селихино — Николаевск-на-Амуре.

## Архитектура
Исторически город застраивался одноэтажными деревянными домами. Пожар 1920 года уничтожил многие постройки. И с 1930-х в городе было возведено немало строений в стиле советского неоклассицизма.

## Культура
В городе расположены:
- Краеведческий музей им. Розова В. Е.
- Центр национальной культуры коренных малочисленных народов Севера
- Детская музыкальная школа
- Районный дом культуры
- Дом молодёжи
- Киноцентр «Родина».
- Николаевская районная библиотека
- Городская библиотека

Первая библиотека в городе Николаевске-на-Амуре была основана в 1856 году как офицерская.
В настоящее время вопросы библиотечной культуры в Николаевском районе решает МКМУ «Николаевская районная библиотека», в состав которой на правах филиалов входят 17 библиотек. Общий объём книжных фондов библиотек составляет 447179 экземпляров, количество читателей в них — более 25500 человек, а объём книговыдачи превышает 54700 экземпляров.

## СМИ
В городе издаётся несколько газет:
- Газета «М-Пресс», издаваемая ООО «Меркурий» в г. Николаевске-на-Амуре
- Газета «Амурский лиман» издаётся с октября 1924 года.

## Связь
ПАО «Ростелеком» предоставляет услуги интернета и проводной телефонной связи — телефонные номера в городе пятизначные. На территории Николаевска-на-Амуре и прилегающих населённых пунктов принимается сигнал пяти сотовых операторов — МТС, Билайн, МегаФон, Yota и Теле2 они также предоставляют услуги интернета.

## Спорт
В городе расположены:
- Детско-юношеская спортивная школа
- Спорткомплекс «Атлант»
- Лыжная база «Старт» Муниципальное казённое учреждение
- Стадион 5-й школы
- Стадион 4-й школы
- Спортивный зал «Атлант»
- Спортивный зал центра Нят-нам
- Физкультурно-оздоровительный комплекс «Чайка» (назван в честь Ю.Я Чайки)

## Образование
На территории города действуют: девять детских садов; четыре средних общеобразовательных школы (МБОУ СОШ № 1 им. А. С. Александрова, МБОУ СОШ № 2 им. В. П. Чкалова, МБОУ СОШ № 4, МБОУ СОШ № 5 им. Г. Е. Попова); коррекционные школы — (КГКОУ школа № 5, КГКОУ школа-интернат № 16); вечерняя школа; КГКУ «Детский дом № 24»; краевое государственное бюджетное профессиональное образовательное учреждение «Николаевский-на-Амуре промышленно-гуманитарный техникум»; «Николаевский-на-Амуре медицинский колледж» (КМНС). Из учреждений дополнительного образования — МОУ ДОД «Центр детского творчества»; МКОУ ДОД «Детская школа искусств»; «Детско-юношеская спортивная школа».

## В художественной литературе
- 1937 г. — «Люди в аду: К 20-летию гибели Николаевска-на-Амуре», повесть, К. А. Емельянова, рассказывающая об уничтожении города Николаевска войсками Якова Ивановича Тряпицына. Редактором и автором предисловия к книге стал писатель Яков Львович Дейч (Яков Лович).
- 1941 г. — «Враги», роман Якова Ловича, об уничтожении города Николаевска.

## Достопримечательности
- Ремесленное училище (ныне городская больница). Построено в 1904 году.
- Реальное училище (ныне школа-интернат). Здание 1912—1914 годов постройки.
- Обелиск основателю города Геннадию Ивановичу Невельскому в городском сквере. Открыт в 1915 году.
- Здание почты. Достроено в 1924 году.
- Памятник Невельскому, открыт в 1950 году.
- Кинотеатр «Иллюзион „Модерн“» (ныне городской краеведческий музей имени В. Е. Розова Николаевского муниципального района). Памятник архитектуры краевого значения. Здание 1915 года постройки. Это одно из зданий, сохранившихся после пожара в 1920 году.
- Николаевский-на-Амуре судостроительный завод
- Храм Святителя Николая Чудотворца — кафедральный собор Николаевской-на-Амуре епархии.Храм Святителя Николая Чудотворца
- В городе есть памятники:
  - памятник В. И. Ленину;
  - Обелиск основателю г. Николаевска-на-Амуре Г. И. Невельскому (1913—1915);
  - памятник Г. И. Невельскому;
  - памятник М. Горькому;
  - Братская могила 124 партизан (с надгробным сооружением);
  - Памятный знак «Фронтовое письмо»;
  - Памятный знак в честь 100-летия Николаевской-на-Амуре ремонтно-эксплуатационной базы флота;
  - Памятный знак в честь 45-летия беспосадочного перелета экипажа самолёта АНТ-25 в составе Чкалова, Байдукова, Белякова по маршруту Москва — о. Удд (20—22.07.1936);
  - Памятный знак в честь 45-летия изгнания интервентов и окончательного установления Советской власти на Нижнем Амуре;
  - Памятный знак в честь Героя Советского Союза А. С. Александрова;
  - Чныррахская крепость;
  - Памятный знак в честь Героя Советского Союза Н. Н. Голубкова;
  - Памятный знак в честь Героя Советского Союза Г. Е. Попова;
  - Памятный знак в честь жертв политических репрессий 1930—1950-х годов;
  - Памятный знак в честь моряков-подводников, погибших при исполнении служебного долга в 1942 году;
  - Памятный знак в честь Т. И. Наумова, начальника штаба партизанской Красной армии Николаевского фронта;
  - Памятный знак в честь первой на Дальнем Востоке телеграфной станции;
  - Памятный знак в честь Н. К. Бошняка, участника Амурской экспедиции 1850—1855 годов;
  - Памятный знак в честь Н. М. Чихачёва, участника Амурской экспедиции 1850—1855 годов;
  - Памятный знак в честь И. В. Орлова, участника гражданской войны на Нижнем Амуре;
  - Памятник О. К. Кантеру, первому председателю Нижнеамурского облисполкома;
  - Памятный знак на территории Судостроительного завода;
  - Памятник на старом японском кладбище;
  - памятник скорбящей матери;
  - памятник в честь 50-летия Победы в Великой Отечественной войне;
  - памятник Царь-якорь;
  - памятник Нижнеамурским корабелам;
  - памятник к 165-летия города Николаевска-на-Амуре.
- В городе установлены мемориальные и памятные доски:
  - «О Николаевском-на-Амуре окружном съезде советов рабочих, крестьянских и красноармейских депутатов»;
  - «О размещении штаба партизанской Красной Армии Николаевского фронта»;
  - «Попову Г. Е.», «Попову П. В.»; «Фабрициусу Я. Ф.»; «Фадееву А. А. и Довженко А. П.»; «Чкалову В. П.»; «Юзефову В. И.»; «Леонтьеву В. В.»; «Бошняку Н. К.»; «Малику М. Г.»; «Коптилову Г. А.»; «Александрову А. С.»; «Чихачеву Н. М.»;

## Известные люди
- Макаров, Степан Осипович
- Тряпицын, Яков Иванович
- Фраерман, Рувим Исаевич
- Чехов, Антон Павлович останавливался в городе 5-8 июля 1890 года.
- Кропоткин, Петр Алексеевич посещал Николаевск-на-Амуре в 1864 году.
- Жемайтис, Сергей Георгиевич
- Гирев, Дмитрий Семёнович
- Степанова, Ангелина Иосифовна
- Леонов, Александр Андреевич (литературный псевдоним — Илья Чернев)
- Авшаломов, Аарон
- Григорюк, Виктор Иванович
- Бубенин, Виталий Дмитриевич
- Устинов, Владимир Васильевич (юрист)
- Чайка, Юрий Яковлевич

## Галерея
- Могила Кантера
- Памятный знак в честь первой на Дальнем Востоке телеграфной станции